# Adriana Cerretelli
Adriana Cerretelli (Bruxelles, 27 maggio 1948) è un'editorialista e giornalista italiana.

## Biografia
Cerretelli è editorialista de Il Sole 24 Ore a Bruxelles per l'Europa, la Nato e questioni globali. È stata inoltre per molti anni a capo dell'ufficio di corrispondenza de Il Sole 24 Ore da Bruxelles e responsabile negli anni Novanta del settimanale Europa del quotidiano stesso.
Nei suoi articoli si occupa di politica dell'Unione europea, dell'integrazione economica, della moneta unica, degli allargamenti e dei negoziati europei. 
Insegna all’Università cattolica del Sacro Cuore di Milano.
Ha pubblicato L’Europa contro se stessa, scritto insieme a Ugo Piccione e pubblicato da Il Sole 24 Ore.
Ha vinto diversi premi giornalistici in Italia: tra questi il Premiolino, il Lingotto, i premi Motta, Pella e "Matilde Serao". Le è stato anche riconosciuto il premio giornalistico del Parlamento europeo, assegnato da una giuria internazionale composta dai direttori di Le Monde, El Pais, la Frankfurther Algemeine Zeitung e The Guardian.
A partire dal 9 ottobre 2018 ha assunto l’incarico di portavoce del ministro dell’Economia e delle Finanze, Giovanni Tria, incarico terminato allo scadere del mandato ministeriale il 5 settembre 2019.